# Sant'Andrea al Quirinale
Sant'Andrea al Quirinale är en kyrkobyggnad i Rom, helgad åt den helige aposteln Andreas. Kyrkan är belägen vid Via del Quirinale på Quirinalen i Rione Monti och tillhör församlingen San Vitale.
Kyrkan ritades av Giovanni Lorenzo Bernini och uppfördes mellan 1658 och 1670. Den konsekrerades 1678.

## Historik
Redan på 1000-talet skall det ha funnits en Andreas-kyrka på platsen. 1566 förlänades marken åt Jesuitorden, som där uppförde sitt novitiatshus. Den nuvarande kyrkobyggnaden bekostades av kardinal Camillo Pamphili, en av samtidens framstående konstmecenater. Mellan åren 1870 och 1946 tjänade Sant'Andrea som hovkyrka för det italienska kungahuset.

## Exteriören
Kyrkans smala fasad i travertin omges på ömse sidor av skärmliknande flyglar. Dessa flyglar är kvartscirkelformade, vilket förlänar den lilla platsen framför kyrkan formen av en halvelliptisk exedra. De konkava flyglarna avslutas med var sin liten portbyggnad. Portbyggnaderna kröns av två mot varandra ställda dubbelvoluter, vilka omger en ornamentmussla.
En segmentformad fritrappa leder upp till kyrkans fasad, som utgörs av en portal med omramning samt en liten halvcirkelformad portik. Två korintiska pilasterknippen med höga socklar omsluter kyrkans rektangulära, av ett triangulärt gavelfält krönta, port samt den framförvarande portiken. Ovanför denna sitter ett halvcirkelformat fönster med kraftigt profilerad ram. Fasadens översta del består av ett högt entablement och ovanför detta ett enkelt, icke utsmyckat triangulärt gavelfält.
På den översta trappavsatsen vilar två kolonner med joniska festongkapitäl, vilka i sin tur bär upp portikens frambuktande bjälklag. Den konvexa portiken utgör en öppen förhall framför kyrkans ingång. Ovanför förhallens gesims återfinns en bruten segmentgavel, vars båda delar avslutas med en volut. I det fria utrymmet mellan gaveldelarna ses Pamphilis vapensköld, inramad av ett förhänge och två klaver.Kraftiga festonger förbinder de båda gaveldelarna med släktvapnet. Ovanför detta höjer sig en mussla bärande en uddförsedd krona.

## Interiören
Högaltaret är placerat i ett absidformat rum. Högaltarmålningen skildrar aposteln Andreas martyrium och är ett verk av Guillaume Courtois (1668). Ovanför målningen svävar förgyllda stuckänglar. Aven nio putti och ett stort antal keruber deltar i det himmelska skådespelet och strävar uppåt i den lilla, dolda lanternin som ger högaltaret ljus. Högaltarrummet inramas av en mäktig ädikula med kannelerade dubbelkolonner med korintiska kapitäl, vilka bär upp ett konkavt entablement. Ädikulan kröns av en bruten segmentbåge. I dess mitt finns en skulptur föreställande aposteln Andreas, utförd av Antonio Raggi. Aposteln skildras i det ögonblick då han skall tas upp i himmelen.

## Bilder

Kyrkans grundplan
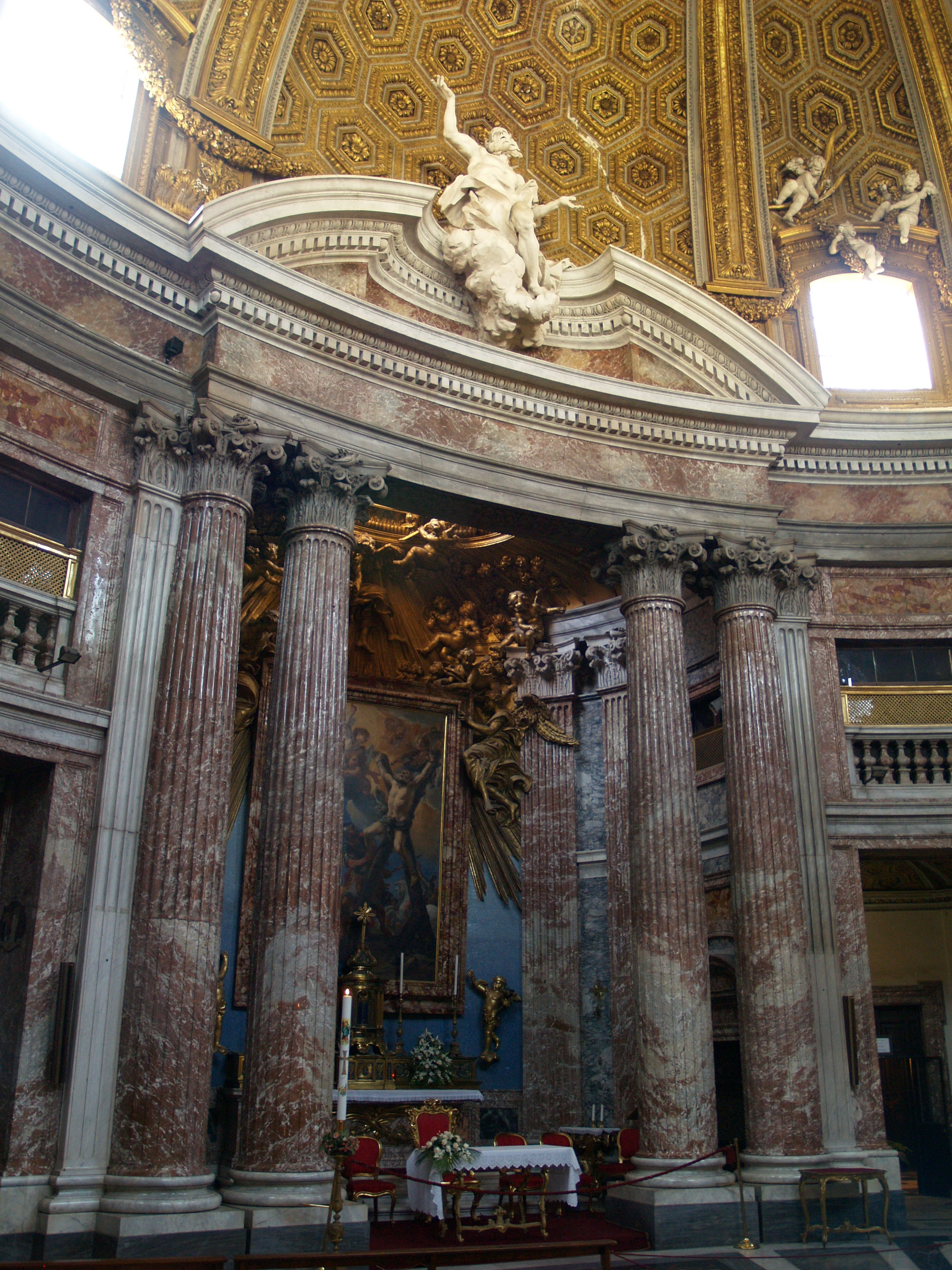
Högaltaret
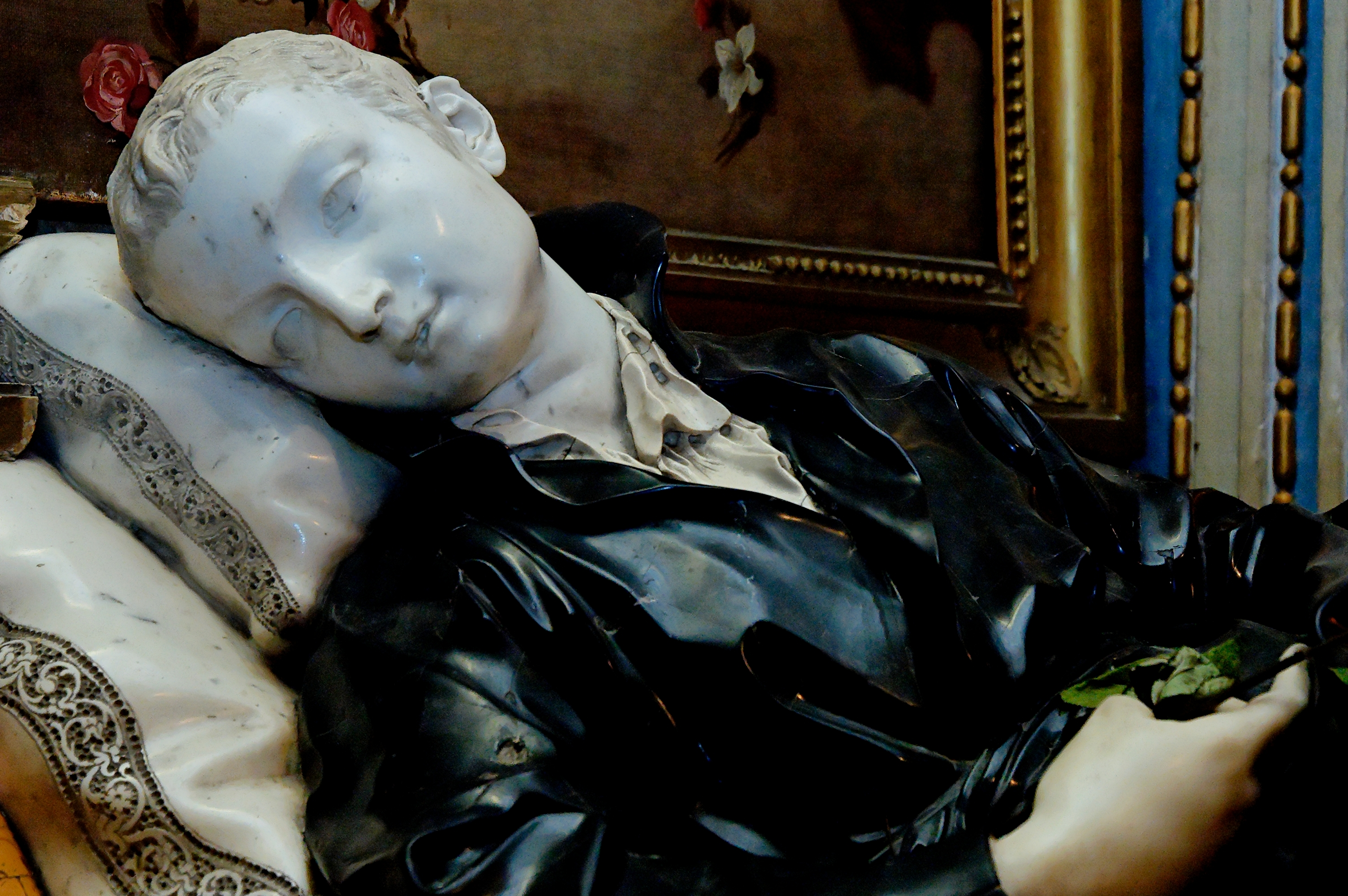
Detalj av den helige Stanislaus Kostkas staty